# Dixa perexilis
Dixa perexilis är en tvåvingeart som beskrevs av Seguy 1928. Dixa perexilis ingår i släktet Dixa och familjen u-myggor.
Artens utbredningsområde är Marocko. Inga underarter finns listade i Catalogue of Life.